# أنطون فان برنمول
أنطون فان برنمول (بالألمانية: Anton von Braunmühl)‏ (و. 1853 – 1908 م) هو رياضياتي، ومؤرخ الرياضيات، وأستاذ جامعي ألماني، ولد في ألمانيا، كان عضوًا في الأكاديمية الألمانية للعلوم ليوبولدينا، توفي في ميونخ، عن عمر يناهز 55 عاماً.